# Shanghai Atraxion
Shanghai Atraxion, créé à Londres en 1995 par Christian Brunet et Len Davis, est un groupe de musique.
Le groupe (devenu « chinois déjantés ») est désormais localisé à Pékin sous un nouveau nom « NSA » (« New Shanghai Atraxion »).

## Membres
En 1995
- Steve Crytall (guitare),
- Agnese Vitina (Voix principale)
- Len Davis (batterie, voix, piano + ordinateur),
- Christian Brunet (claviers)

En 2005
- Christian Brunet (claviers)
- Mei Zhang (guitares)
- Xiao Qi (DJ)
- Chun Mei (voix principale)

## Discographie
Le titre Poco Land avait été écrit après un concert du groupe de rock américain Poco, par Christian Brunet, ancien manager de groupes et organisateur de concerts en Europe.